# Monocoque

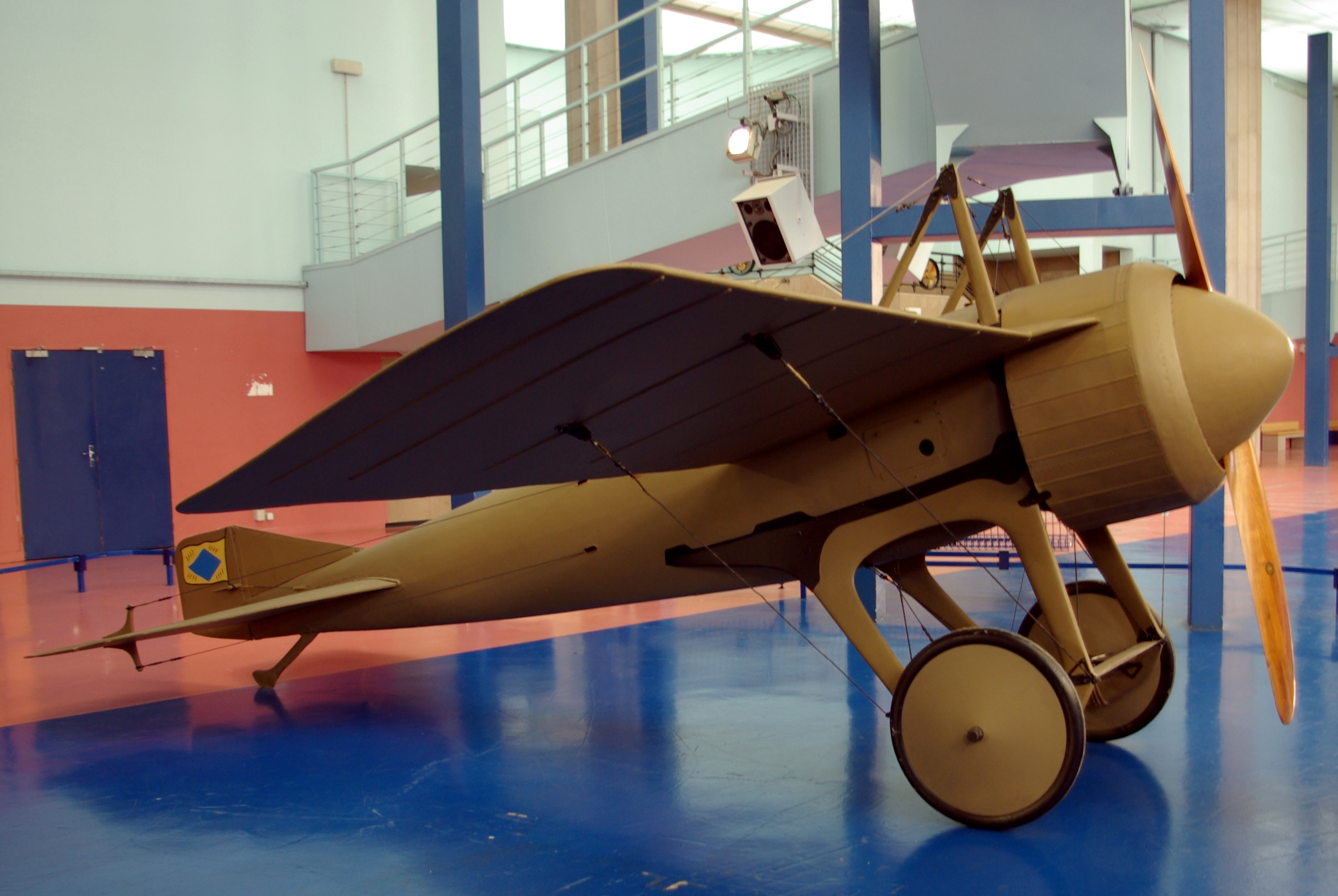
O avião Deperdussin construído sobre uma estrutura monocoque em madeira.

Monocoque é um tipo de projeto estrutural que suporta cargas na cobertura externa de um objeto, similar a uma casca de ovo. O termo é também utilizado para indicar uma estrutura na qual a cobertura, ou revestimento, é responsável pelo suporte estrutural do objeto. A palavra monocoque vem do termo grego mono (único) e do termo francês coque (concha).
A técnica semimonocoque é híbrida combinando uma casca rígida com longarinas.
Veículos de passeio comuns quase nunca utilizam chassi monocoque; ao invés disso, os carros modernos fazem uso de uma estrutura única chamada de chassi monobloco (unibody em inglês), compostas de seções metálicas em "U", chapas e tubos que abrangem também a carroceria.[carece de fontes?]

## Aplicações em protótipos estudantis de eficiência energética
O conceito de monocoque tem sido amplamente utilizado em competições acadêmicas que desafiam estudantes a desenvolver veículos de alta eficiência energética, como a competição internacional . Essa competição exige que os protótipos tenham peso reduzido, boa aerodinâmica e resistência estrutural, o que torna a adoção de estruturas monocoque uma solução ideal.
De acordo com o regulamento da Shell Eco-marathon 2025, os veículos participantes devem possuir um chassi ou estrutura monocoque capaz de proteger com segurança o condutor, mantendo a integridade sob forças aerodinâmicas, e com zonas de deformação adequadas em casos de colisão.
No Brasil, equipes como a do projeto EcoVeículo da UNIFEI adotam esse tipo de estrutura na categoria "Prototype". O monocoque é desenvolvido a partir de modelos CAD no software SolidWorks, e a estrutura física é construída com placas de isopor recortadas conforme seções transversais do modelo. Essas placas são coladas e lixadas, formando um molde positivo com o formato da carenagem.
Em seguida, aplica-se uma camada de massa acrílica e gel coat sobre o molde, o que impermeabiliza e melhora o acabamento. A laminação é feita com camadas de fibra de vidro ou de carbono, com as fibras orientadas conforme os principais vetores de carga, garantindo resistência localizada sem aumento significativo de peso.
A estrutura monocoque final incorpora também janelas, portas e suportes técnicos, sendo fixados com PU (poliuretano), velcros ou laminação localizada. Além da leveza, esse tipo de construção oferece integração funcional entre carenagem e chassi, contribuindo diretamente para a eficiência energética dos veículos.